# 키롭스키군 (북오세티야-알라니야)

키롭스키 군의 위치

키롭스키군(러시아어: Ки́ровский район, 오세트어: Кировы район)은 북오세티야 공화국에 위치한 군이다. 중심지는 옐호토보(Эльхотово)이다.
면적은 0,36 sq. km이다.

## 지리
북오세티야 공화국의 북서쪽에 위치해 있다.

## 주민
2005년에 주민은 2만6,900명이다. 주민의 대부분은 오세트인이 차지한다.

## 역사
제2차 세계 대전중에는 이곳이 전쟁터로 변했다.